# Nikola Petkow

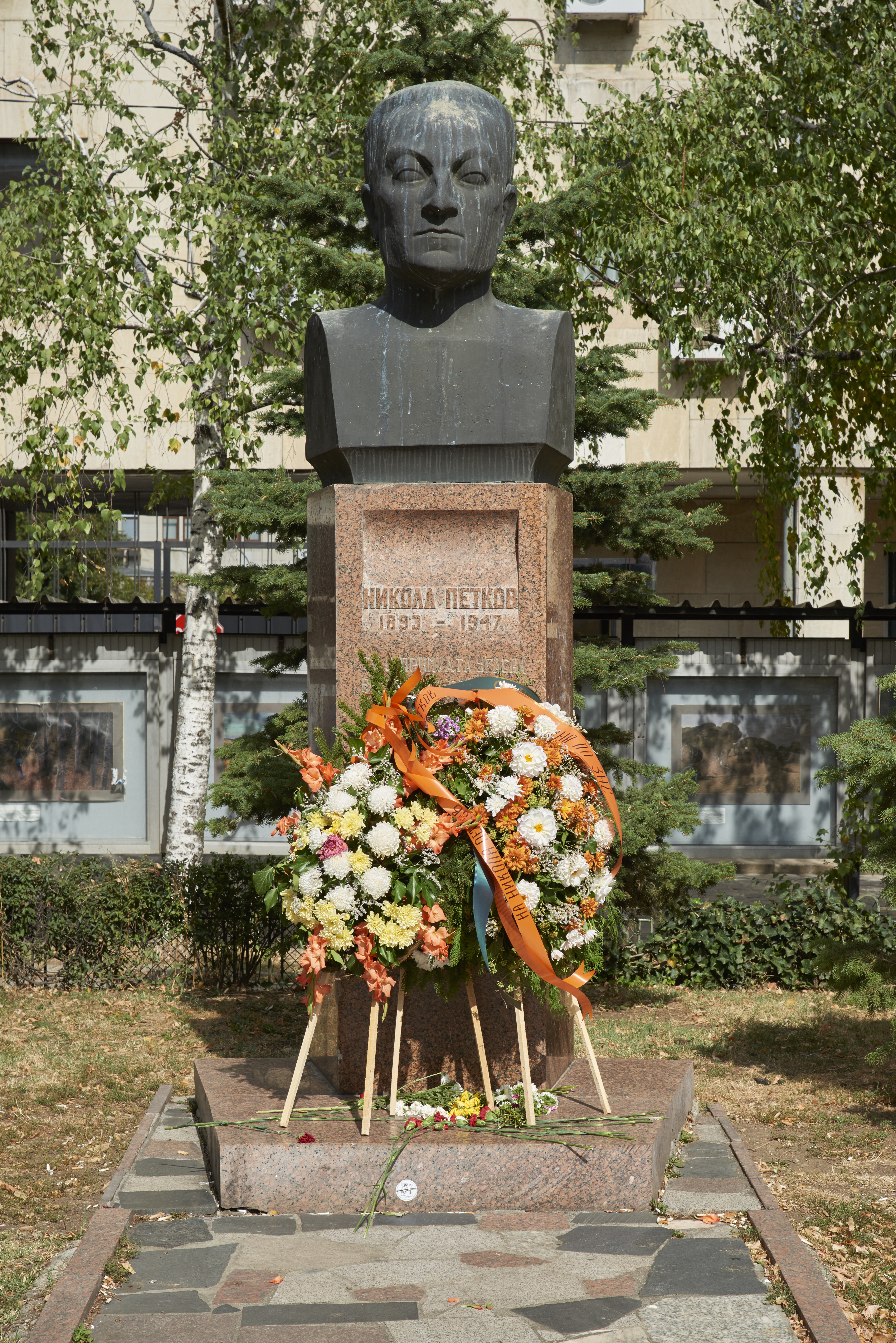
Büste von Nikola Petkov in Sofia

Nikola Dimitrow Petkow (auch Nikola Dimitrov Petkov geschrieben, bulgarisch Никола Димитров Петков; * 8. Juli 1893 in Sofia; † 23. September 1947 (Hinrichtung), ebenda) war ein bulgarischer Politiker der bulgarischen Agrarischen Volksunion (BZNS). Der Politiker Petko Petkow war sein Bruder. Wie viele andere Bauernführer in den sowjetisch kontrollierten Gebieten Osteuropas in der Zeit von 1945 bis 1947 wurde Petkow nach dem Ende des Zweiten Weltkriegs verhaftet und hingerichtet.

## Leben
Nikola Petkow wurde 1893 in der Familie des liberalen Politikers und Stambolowisten der Volksliberalen Partei, Dimitar Petkow geboren, nachdem seine Familie zuvor die Norddobrudscha verlassen hatte. Mütterlicherseits stammt seine Familie aus Makedonien (siehe Makedonische Bulgaren). Seine Mutter Ekaterina Rizowa (genannt Katina) (* ca. 1872 in Bitola; † 1935 in Sofia) war die Schwester von Dimitar Rizoff und heiratete 1886 den Weggefährte von ihr Bruder und spätere bulgarischer Ministerpräsident Dimitar Petkow. Vor Petkow hatte Ekaterina vier Kinder, zwei Töchter Radka, die früh verstarb und Sofia sowie zwei Söhne, die beide Politiker wurden: Nikola Petkow und Petko Petkow. Die Ehe von Ekaterina scheiterte und sie ließen sich am 10. Dezember 1895 scheiden.
1907 wurde Nikolas Vater, der inzwischen Ministerpräsident des Landes war, bei einem Attentat auf den Wirtschafts- und Agrarminister Nikola Genadiew ermordet.
Nikola beendete das 1. Sofioter Knabengymnasium 1910 und schrieb sich dann für ein Studium der Politikwissenschaft und Jura an der Sorbonne in Paris ein. Beim Ausbruch des Ersten Balkankriegs 1912 unterbrach er sein Studium, um in den Krieg zu ziehen. Nach dem Ersten folgten bald der Zweite Balkankrieg und der Erste Weltkrieg. Erst nach dem Ende des Ersten Weltkrieges kehrte er nach Paris zurück und konnte sein Studium fortsetzen. Die Sorbonne absolvierte er im Jahr 1922 als einer der Jahresbesten. Danach arbeitete er bis zum Putsch vom 9. Juni 1923 in der bulgarischen Delegation in Paris, als die Bauernregierung von Aleksandar Stambolijski in Sofia von rechtsorientierten Politikern, unter ihnen Aleksandar Zankow, gestürzt wurde. Er blieb jedoch in Paris und arbeitete als Journalist. Sein Bruder Petko Petkow wurde 1924 von einem Auftragskiller erschossen.

## Zurück in Bulgarien
Nikola Petkow kehrte 1929 nach Bulgarien zurück und war zunächst Redakteur der Zeitungen Semja (bulg. Земя, dt. Boden, Land) und Semedelsko Sname (bulg. Земеделско знаме, dt. Agrarflagge), die Organe der bulgarischen Agrarischen Volksunion – Aleksandar Stambolijski (kurz BZNS-AS), die eine Abspaltung der des linken Flügels der BZNS darstellte. In dieser Zeit schrieb und publizierte er ein Buch über das Leben von Aleksandar Stambolijski und die Rolle der Bauern in der Politik. In dieser Zeit wurde er auch in den Vorstand der BZNS-AS gewählt.
Am 19. Mai 1934 putschten Mitglieder der Militärliga und der Gruppe „Sweno“ und verboten daraufhin sämtliche Parteien, Gewerkschaften und Jugendorganisationen, deren Führer wurden verfolgt und interniert. Nikola Petkow gründete gemeinsam mit Georgi M. Dimitrow den radikalen Flügel der BZNS Pladne.
Als nun 1935 König Boris eine Alleinherrschaft errichtete, unterstützte Nikola Petkow andere demokratischen Parteien, unter anderen mit der bulgarischen Arbeiterpartei (die spätere Bulgarische Kommunistische Partei) bei der Forderung zur Wiedereinsetzung der Verfassung. Als 1937 die Verfassung schrittweise in Kraft trat und 1938 Parlamentswahlen eingeleitet wurden, konnte Nikola Petkow als Abgeordneter ins Narodno Sabranie gewählt werden. Petkow setzte sich jedoch weiterhin für die vollständige Realisierung der Tarnower Verfassung ein, wofür er 1939 verhaftet und bei Iwajlowgrad interniert wurde.
Als Georgi M. Dimitrow 1941 emigrierte, übernahm Nikola Petkow den Vorsitz der BZNS-AS. Im selben Jahr wurde er ins Arbeitslager für politische Häftlinge Gonda Woda bei Assenowgrad verlegt. Dort angekommen organisierte er mit den internierten Führern der anderen politischen Parteien die Bildung einer Vaterländischen Front und wurde Vertreter der BZNS in deren Nationalrat. Ende 1943 wurde er ins Gefängnis bei Swischtow verlegt, wo er seine organisatorische Arbeit weiter vorantrieb. Im Sommer 1944 wurde er freigelassen und kehrte nach Sofia zurück.
Die Sowjetunion erklärte am 5. September 1944 Bulgarien den Krieg, das bis dahin im Zweiten Weltkrieg an der Seite Deutschlands gekämpft hatte und besetzte das Land. Die von Petkow mitorganisierte, jedoch mittlerweile durch die Kommunisten bestimmte Vaterländische Front (OF) übernahm im Zuge der sowjetischen Besatzung die Macht im Land. Zwischen 9. September 1944 und 26. August 1945 war er Minister ohne Geschäftsbereich in der ersten Regierung der OF, nach anderen Angaben Vizepremierminister (stv. Ministerpräsident). Im Januar 1946 wurde Nikola Petkow neben Kosta Lultschew einer der Führer der Vereinten Opposition, eine antikommunistische Vereinigung im bulgarischen Parlament. Seit dem 26. November 1946 war er Mitglied der 6. Großen Volksversammlung.
Sein Kampf um die Bewahrung der parlamentarischen Demokratie wurde von den Kommunisten als konterrevolutionäre Aktivität betrachtet. Dass die USA und Großbritannien auf der Pariser Friedenskonferenz 1946 ultimativ Petkows Wiederaufnahme in die Regierung gefordert hatten, trug alles andere als zur Verbesserung seiner Position bei. Deshalb wurde am 5. Juni 1947 seine parlamentarische Immunität aufgehoben und Petkow noch im Parlament verhaftet. Nach einem Schauprozess ohne tatsächliche Verteidigungsmöglichkeit – er beteuerte seine Unschuld – wurde er am 16. August wegen Spionage zum Tode verurteilt. Er wurde, unter den Protesten der westlichen Staaten, am 23. September 1947 durch den Strang hingerichtet. Eine christliche Bestattung wurde ihm verweigert; sein Leichnam wurde in einem unbekannten Grab beigesetzt.
Am 15. Januar 1990 wurde Nikola Petkow postum rehabilitiert.

## Sonstiges
Der Schauprozess gegen Nikola Petkow inspirierte den britischen Autor Eric Ambler zu seinem Polit-Thriller Der Fall Deltschev (1951).